# Дејвид Атенборо
Сер Дејвид Атенборо (енгл. Sir David Frederick Attenborough; Ајзелворт, 9. мај 1926) британски је новинар и природњак, најпознатији по телевизијским серијалима „Планета Земља” (2006) и „Планета Земља 2” (2016) у продуцкији Би-Би-Сија, као и серијалу „Живот” (1979—2007), који чини осам наставака.
Једини је добитник БАФТА награде за телевизијски програм у црно-белој техници, у боји, високој резолуцији, 3Д и 4К формату.
Изгласан је у групу „100 најважнијих Британаца у историји”.